# Darrell Ware
Darrell Ware (Plainview,  29 de julho de 1906 - Los Angeles, 26 de maio de 1944) foi um roteirista norte-americano indicado ao Oscar pelo filme Alto, Moreno e Simpático (1941).

## Biografia
Darrell Ware escreveu e contribuiu para o roteiro de vários filmes estrelados por Shirley Temple, enquanto ele estava sob contrato com a 20th Century Fox. Em 1942, ele passou a trabalhar para a Paramount Pictures escrevendo roteiros de filmes estrelado por Bing Crosby, Alan Ladd, e Paulette Goddard.
Ware, junto com Karl Tunberg, foram nomeados ao Oscar de melhor roteiro original na 14ª edição dos prêmios por seu filme Alto, Moreno e Simpático (1941).